# مهندسی طرح و تجهیز
مهندسی طرح و تجهیز به مجموعه فعالیت‌هایی در یک پروسه ساختمانی با کاربری غالبا غیر مسکونی گفته می‌شود که در هنگام بهره‌برداری از ساختمان یا بازسازی ابنیه صورت می‌گیرد تا از ساختمان به صورت بهینه در جهت فعالیت مورد نظر استفاده گردد. طراحی برای نیازهایی که در ساخت در نظر گرفته نشده یا در آینده ممکن است مورد نیاز باشد. حتی ممکن است در هنگام استفاده ایجاد یکسری نیاز شود که در هنگام ساخت در نظر گرفته نشده‌است. یا مرور زمان و تجهیزات جدید یکسری نیازهای جدیدی را ایجاد نمودند. یا بنا به دلایلی کارفرما از تمام ظرفیت یک ساختمان نمی‌تواند استفاده کند بنابراین با مشاوره با مهندسان طرح و تجهیز ظرفیت ساختمان را تعدیل کرده و ممکن است کاربری جدیدی به آن الحاق یا حذف نمایید. یا بنا به ضرورت احتیاج به طراحی مبلمان خاص و تقسیم‌بندی فضایی متفاوت و استفاده از تکنولوژی خاصی باشد.
این رشته از شاخه‌های معماری و شهرسازی محسوب می‌شود که در مقیاس خرد معمار ی منجر به طراحی دکوراسیون داخلی (وسایل دکوراتیو و نورپردازی فضاها و ترکیبات رنگی و ...)و یا طراحی خرده صنعتی می‌گردد. و در مقیاس خرد شهری منجر به طرح‌های زیباسازی شهری شامل طراحی مبلمان شهری و پلها و المانهای زیباشناختی و نور پردازی و ... می‌شود.